# Pseudenargia badiofasciata
Pseudenargia badiofasciata là một loài bướm đêm trong họ Noctuidae.